# Avril 1910

## Événements
- Création d'un embryon d'armée de l'air en France avec un commandement spécifique.

- 4 avril : le militant indépendantiste indien Aurobindo s'installe à Pondichéry (Inde française).
- 5 avril, France : loi sur les retraites ouvrières (départ à 65 ans) et paysannes. Pour les salariés gagnant moins de 3 000 francs (60 000 francs 2000) l'assurance vieillesse devient obligatoire.
- 7 avril : le Français Guyot effectue le premier vol en avion en Pologne.
- 18 avril :
  - premier vol de l'hydravion américain « Flying Fish »;
  - la première conférence sur la navigation aérienne se tient à Paris.
  - W. Brooking effectue sur un « Wright » le premier vol de nuit aux États-Unis.
- 23 avril  : le Français Hubert Latham bat le record de vitesse pure en avion sur une « Antoinette » : 77,579 km/h.
- 27 avril : en Belgique, le Parlement rejette la proposition du socialiste Émile Vandervelde sur l’introduction du suffrage universel.
- 27 et 28 avril  : le Français Louis Paulhan remporte la course aérienne organisée par le Daily Mail entre Londres et Manchester. Il est le premier homme à voler sur une distance de plus de 100 km en ligne droite.

## Naissances
- 6 avril : Barys Kit,  mathématicien, physicien et chimiste biélorusse († 1er février 2018).
- 8 avril : Jean Leppien, peintre d'origine allemande († 19 octobre 1991).
- 11 avril : António Spínola, militaire et homme politique portugais († 13 août 1996).
- 14 avril : Stanisław Kowalski, athlète polonais († 5 avril 2022).
- 18 avril : Suraya Qadjar, chanteuse soviétique azerbaïdjanaise († 27 juillet 1992).
- 22 avril : Norman Earl Steenrod, mathématicien américain († 1971).

## Décès
- 1er avril : Andreas Achenbach, peintre allemand (° 29 septembre 1815).
- 2 avril : Boyd Alexander, officier britannique, explorateur et ornithologue (° 1873).
- 8 avril : « Lagartijo Chico » (Rafael Molina Martínez), matador espagnol (° 16 juillet 1880).
- 9 avril : Vittoria Aganoor, poétesse italienne. (° 26 mai 1855).
- 21 avril : Mark Twain, écrivain américain.